# Lista de montanhas da Suécia

Mapa físico da Suécia.

As 10 montanhas mais altas da Suécia têm vários topos, dos quais 12 atingem os 2000 metros de altitude.
Montanhas mais altas da Suécia
| Ordem | Montanha      | Província  | Altitude |
| ----- | ------------- | ---------- | -------- |
| 1.    | Kebnekaise    | Lapônia    | 2 097 m  |
| 2.    | Sarektjåkkå   | Lapônia    | 2 090 m  |
| 3.    | Kaskasatjåkka | Lapônia    | 2 076 m  |
| 4.    | Sulitelma     | Lapônia    | 1 860 m  |
| 5.    | Helagsfjället | Härjedalen | 1 797 m  |
| 6.    | Sylarna       | Jämtland   | 1 762 m  |
| 7.    | Anarisfjällen | Jämtland   | 1 504 m  |
| 8.    | Snasahögarna  | Jämtland   | 1 463 m  |
| 9.    | Åreskutan     | Jämtland   | 1 420 m  |
| 10.   | Sonfjället    | Härjedalen | 1 277 m  |

Montanhas mais altas por província 
| Província     | Montanha         | Altitude (m) |
| ------------- | ---------------- | ------------ |
| Blekinge      | Rävabacken       | 190          |
| Bohuslän      | Björnerödspiggen | 223          |
| Dalecárlia    | Storvätteshågna  | 1204         |
| Dalsland      | Baljåsen         | 303          |
| Escânia       | Söderåsen        | 211          |
| Gotlândia     | Lojsta hed       | 84           |
| Gästrikland   | Lustigknopp      | 402          |
| Halland       | Högalteknall     | 227          |
| Hälsingland   | Granåsen         | 670          |
| Härjedalen    | Helagsfjället    | 1797         |
| Jämtland      | Storsylen        | 1743         |
| Lapónia       | Kebnekaise       | 2097         |
| Medelpad      | Myckelmyrberget  | 578          |
| Norrbotten    | Vitberget        | 594          |
| Närke         | Tomasbodahöjden  | 298          |
| Olândia       | Höghäll          | 55           |
| Småland       | Tomtabacken      | 378          |
| Södermanland  | Vensbrinksberget | 123          |
| Uppland       | Tallmossen       | 118          |
| Värmland      | Granberget       | 702          |
| Västerbotten  | Åmliden          | 550          |
| Västergötland | Galtåsen         | 363          |
| Västmanland   | Fjällberget      | 466          |
| Ångermanland  | Tåsjöberget      | 636          |